# 河南开封自贸区空轨
河南开封自贸区空轨为中华人民共和国河南省开封市由北京中建空列集团有限公司建设的悬挂式单轨试验线，位于开封空分集团厂区内。

## 历史
开封自贸区空轨项目示范段“机电系统”设计项目于2017年底顺利完成。2018年4月2日，雷振华一行前往北京中建空列集团有限公司河南开封自贸区空轨示范段进行回访交流。同年7月实现通电。同年10月15日，河南开封自贸区空轨项目示范段工程技术总结会圆满结束。同年12月26日，中国城市轨道交通协会现代有轨电车分会 第二届第二次常务理事会在开封召开，与会嘉宾还亲身体验了北京中建空列集团的悬挂式空中轨道交通列车，参观了北京中建空列集团开封自贸区示范线现场。同年，开封示范线建成。2019年2月28日，中铁六院勘察设计院集团有限公司肖明辉等一行前来空铁示范线。